# Steven Juncaj
Steven George Juncaj (* 8. März 1998 in Sterling Heights, Michigan) ist ein US-amerikanischer Fußballspieler.

## Karriere
Juncaj begann seine Karriere bei Vitesse Arnheim. Ab Januar 2016 spielte er in der Jugend des Grasshopper Club Zürich in der Schweiz. Im Januar 2020 kehrte er in die USA zurück und wechselte zum Michigan Stars FC. Für Michigan lief er insgesamt 44 Mal in der drittklassigen NISA auf. Im Januar 2023 wechselte er nach Slowenien zum ND Gorica. Für Gorica kam er bis zum Ende der Saison 2022/23 zu zehn Einsätzen in der 1. SNL, aus der er mit dem Team aber abstieg.
Im August 2023 wechselte Juncaj daraufhin nach Kroatien zum Erstligisten HNK Rijeka. Für Rijeka kam er aber lediglich zweimal im kroatischen Cup zum Einsatz, woraufhin er im März 2024 leihweise nach Michigan zurückkehrte. Von den Michigan Stars wurde er anschließend im Juli 2024 fest verpflichtet. Im August 2024 wechselte der Flügelspieler ein zweites Mal nach Slowenien, diesmal zum NŠ Mura. Für Mura lief er bis zur Winterpause zehnmal im slowenischen Oberhaus auf. Im Januar 2025 wechselte er zum österreichischen Bundesligisten SK Austria Klagenfurt, bei dem er einen bis Juni 2026 laufenden Vertrag erhielt. Klagenfurt stieg zu Saisonende aus der Bundesliga ab, Juncaj kam für den Verein nie zum Einsatz. Nach dem Abstieg verließ er die Austria nach der Saison 2024/25 wieder.